# Momordica boivinii
Momordica boivinii — вид растений из рода Момордика (Momordica) семейства Тыквенные (Cucurbitaceae).

## Ботаническое описание
Многолетняя стелющаяся или лазающая лиана до 7,5 м в длину. Листья жёсткоопушённые, 1,5-7,5 см в длину, неглубоко 3- или 5-лопастные, с глубокосердцевидным основанием и зубчатым краем. Цветки раздельнополые, от тёмно-жёлтого до тёмно-оранжевого цвета, мужские — в соцветиях по 2-8 штук, женские одиночные. Плод — тыквина узко-веретеновидной формы, до 10 см в длину, жёлтая в зрелом состоянии.

## Ареал
Восток Африки от Эфиопии на севере до Мпумаланги и Квазулу-Натала на юге, на запад — до Намибии и Анголы.